# 18656 Mergler
18656 Mergler è un asteroide della fascia principale. Scoperto nel 1998, presenta un'orbita caratterizzata da un semiasse maggiore pari a 2,3650990 UA e da un'eccentricità di 0,0868907, inclinata di 6,50665° rispetto all'eclittica.